# Noblesse oblige (roman)
Pour les articles homonymes, voir Noblesse oblige (homonymie).
Noblesse oblige (A Noble Radiance, dans l'édition originale en anglais) est un roman policier américain de Donna Leon publié en 1998. C'est le 7e roman de la série mettant en scène le personnage de Guido Brunetti.

## Résumé
Dans la campagne vénitienne, un fermier découvre des restes humains en labourant son champ. Après enquête, la victime s'avère le fils d'une famille noble de Venise, Roberto Lorenzoni, qui a été enlevé deux ans plus tôt, et jamais retrouvé. Le rapport du médecin légiste précise que le jeune homme n'est pas mort de causes naturelles, mais qu'il a été assassiné. Chargé de rouvrir l'enquête, le commissaire Guido Brunetti va d’appuyer sur son beau-père, lui même comte, pour percer le cercle de l'aristocratie vénitienne où, « noblesse oblige », les secrets sont bien gardés. Et la famille Lorenzoni, qui n'a pas hésité à dénoncer les Juifs de Venise pendant la dernière guerre, pratique plus que tout autre l'art de la dissimulation.

## Éditions
Éditions originales en anglais
- (en) Donna Leon, A Noble Radiance, Londres, William Heinemann, 5 mars 1998, 240 p. (ISBN 978-0-434-00417-1) — Édition britannique

Éditions françaises
- Donna Leon (auteur) et William Olivier Desmond (traducteur), Noblesse oblige [« A Noble Radiance »], Paris, Calmann-Lévy, coll. « Calmann-Lévy crime », 25 avril 2001, 260 p. (ISBN 978-2-7021-3197-8, BNF 37220751)
- Donna Leon (auteur) et William Olivier Desmond (traducteur), Noblesse oblige [« A Noble Radiance »], Paris, Seuil, coll. « Points policier » (no 990), 12 avril 2002, 282 p. (ISBN 978-2-02-052587-9, BNF 38839644)

## Adaptation télévisée
Le roman a fait l'objet d'une adaptation pour la télévision, en 2002, sous le même titre français (titre allemand original : Nobiltà), dans le cadre de la série Commissaire Brunetti dans une réalisation de Sigi Rothemund, produite par le réseau ARD et initialement diffusée le 17 octobre 2002.